# Prohibición de morir

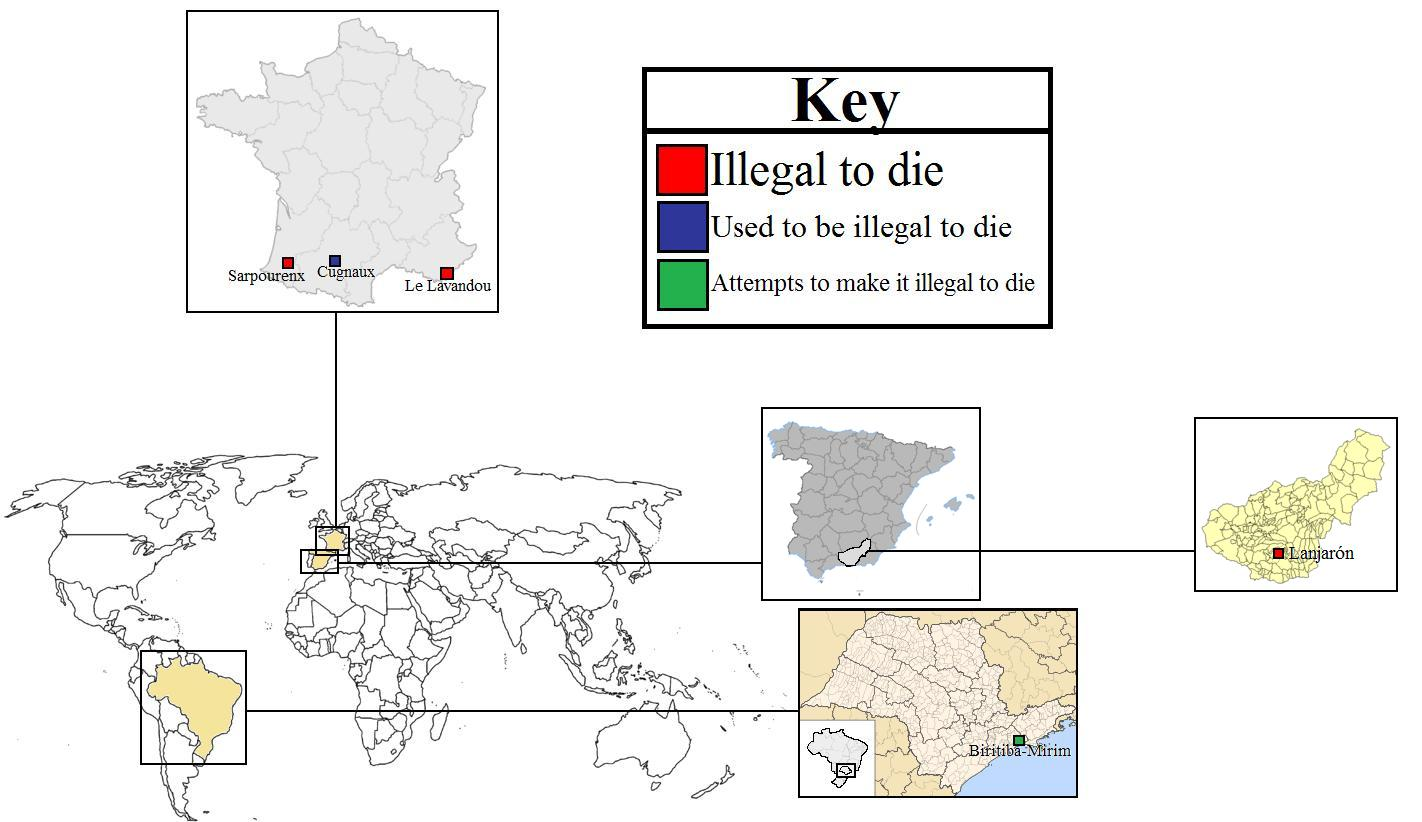
Mapa mostrando los lugares donde es ilegal morir, donde era ilegal morir, y donde hubo intentos de declarar ilegal morirse.

La prohibición de muerte es un fenómeno social político que consiste en la aprobación de una ley que establece que es ilegal morirse, normalmente en una determinada región o en un edificio en particular.
El caso más antiguo de prohibición de muerte ocurrió en el siglo V a. C., en la isla Griega de Delos; en Delos era prohibido morir sobre terrenos religiosos.
Hoy en día, en la mayoría de los casos, la prohibición de morir es una respuesta satírica a la fallida respuesta gubernamental en la aprobación de expansión del cementerio municipal. En España, un pueblo ha prohibido la muerte.

## Antigüedad

### Grecia
La isla de Delos era considerada un lugar santo y sagrado por los Griegos antiguos, y se tomaron varias medidas para "purificar" la isla y hacerla apropiada para la adoración de los dioses. En el siglo VI DC, el tirano Pisístrato de Atenas, de la ciudad-estado de Atenas, ordenó que todas las tumbas visibles desde el templo fueran excavadas y los cuerpos removidos a ubicaciones fuera del perímetro. En el siglo V DC, bajo la instrucción del Oráculo de Delfos, la isla entera fue liberada de todos los cadáveres, y se prohibió que alguien más muriera o diera a luz en la isla.

## Actualidad

### España
La muerte ha sido prohibida en el pueblo andaluz de Lanjarón. La villa, con 4000 habitantes, permanecerá bajo esta ley hasta que el gobierno compre el terreno para un nuevo cementerio. El alcalde que emitió el edicto explica que la extraña nueva ley es su respuesta a los políticos que le urgen a hallar un pronto arreglo para un problema de larga data. El edicto se ha hecho bastante popular entre los residentes, e incluso entre oponentes políticos del alcalde que emitió la ley y ha sido tomado con sentido del humor por la mayoría.